# Палеоневрология

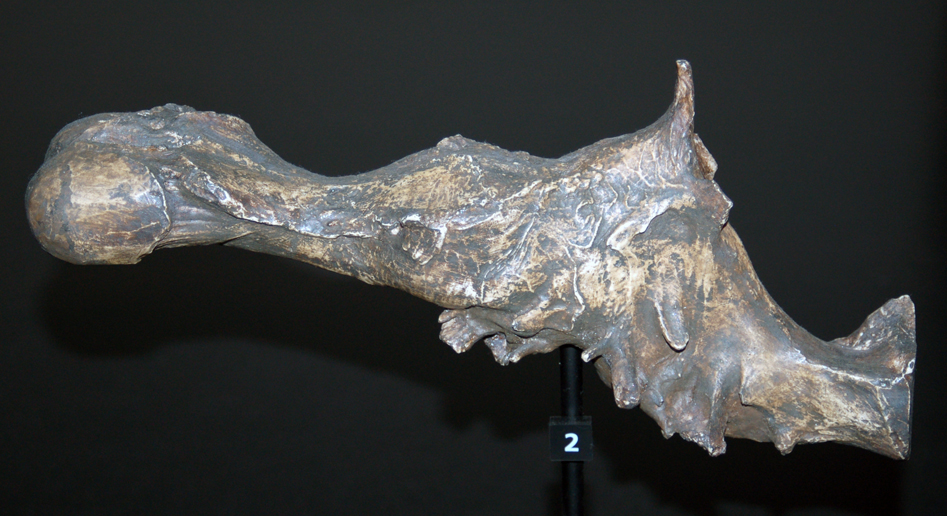
Естественный эндокраниальный слепок головного мозга тираннозавра — хорошо заметен развитый обонятельный отдел (слева)

Палеоневрология — наука, находящаяся на стыке палеонтологии и нейробиологии, изучающая строение головного мозга ископаемых позвоночных по особенностям мозговой полости черепа, её рельефу. У истоков этой дисциплины в СССР стояла Вероника Кочеткова (1927-71).
Объектом изучения обычно является эндокран — естественный или чаще искусственный слепок мозговой полости. Этот слепок часто позволяет судить об объёме, внешней форме и характере рельефа больших полушарий, мозжечка и других отделов головного мозга, а также размерах отходящих от него нервов и так далее, хотя не всегда полностью соответствуют по размеру и форме самому мозгу. У рыб, земноводных и многих пресмыкающихся мозг часто отделяют от костей крыши черепа значительные разращения мозговых оболочек и сосудистые сплетения, а также крупные полости кровеносных резервуаров (кровеносные синусы). Они могут занимать значительный объём, и тогда эндокран размерами и пропорциями не соответствует головному мозгу. Больше всего соответствуют мозгу эндокраны у птиц и особенно у млекопитающих, но не у всех в равной степени. У китообразных и многих крупных копытных мозг плотно лежит на основании черепа, но между мозгом и сводом черепа есть некоторое пространство. При этом рельеф верхней стороны мозга не отражён в подробностях на внутренней стороне свода черепа; эндокран почти не имеет борозд и извилин и к тому же несколько больше мозга. Самое точное представление о рельефе поверхности мозга дают эндокраны у многих насекомоядных, рукокрылых, хищников и так далее.
По эндокрану можно судить о развитии тех или иных отделах мозга и делать выводы о развитии его интеллекта, органов чувств, моторных функций и так далее. Эти исследования в ряде случаев помогают установить систематическое положение ископаемых видов. Так, благодаря данным палеоневрологии удалось выявить родство десмостилов с сиренами.